# Kloster Ringelheim
Das Kloster Ringelheim wurde im 10. Jahrhundert als Frauenstift in Ringelheim (heute ein Stadtteil von Salzgitter) gegründet. 1153 wurde es in eine Benediktinerabtei umgewandelt, die bis 1803 bestand. Mit der Säkularisation 1803 wurde es in Privatbesitz übertragen und 1817 zu einem Schloss umgebaut.

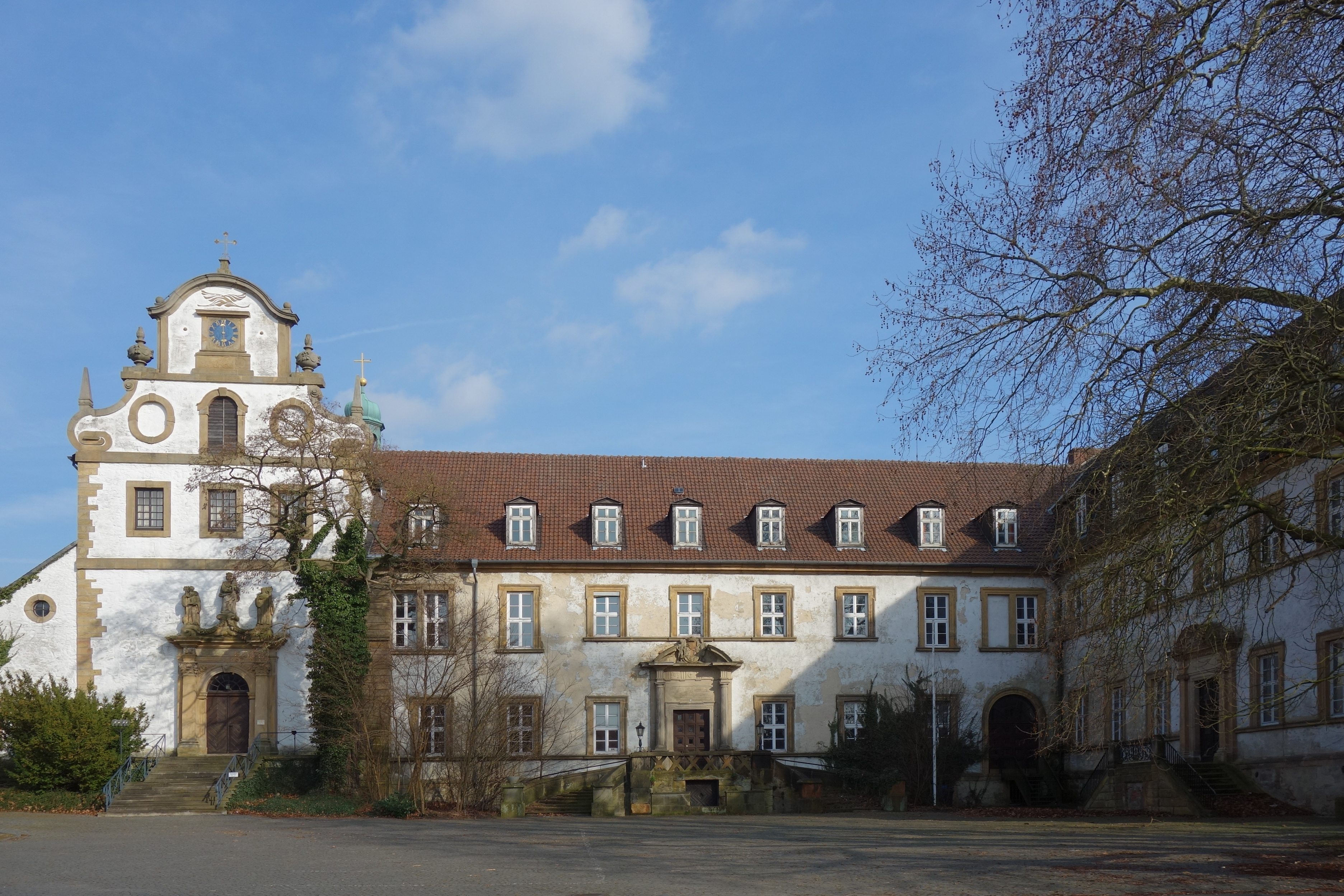
Klosterhof, links das Eingangsportal der Kirche St. Abdon und Sennen

## Geschichte

### Umfeld der Gründung
Ringelheim war seit der Christianisierung durch Fuldaer Mönche gegen Ende des 8. Jahrhunderts Sitz eines Archidiakonats. Seit dem 10. Jahrhundert war Ringelheim auch der Hauptort des Salzgaus und Sitz des Gogerichts. Die Komitatrechte (comitatus = Amtsbezirk eines Gaugrafen) waren zu der Zeit im Besitz der Immedinger. Die Besitztümer der Immedinger lagen überwiegend im Salzgau, weitere große Besitzungen lagen zwischen Weser und Elbe sowie in den heutigen Niederlanden.

### Gründungsurkunde
Die Stiftungsurkunde des Klosters Ringelheim ist nicht mehr im Original erhalten, wurde aber mehrmals kopiert und liegt in einer Version aus dem Jahr 1573 vor. Diese Urkunde wird in älterer Literatur oftmals auf das Jahr 900 datiert. Man geht heute davon aus, dass die Urkunde von Otto I. ausgestellt wurde und dass daher die Jahresangabe falsch interpretiert wurde, denn Otto I. kam erst im Jahr 936 an die Macht. Aus den originalen Datumsangaben der Urkunde (17. Januar, 13. Indiktion, 5. Jahr der Königsherrschaft Ottos I.) ergibt sich eindeutig der 17. Januar 941. Die Jahresangabe „900“ beruhte dabei auf einem Rechenfehler bei der Umrechnung der Indiktion in die christliche Zeitrechnung.
In der Abschrift der Urkunde sind Ergänzungen enthalten, die wahrscheinlich Mitte des 12./13. Jahrhunderts eingefügt wurden. Diese Zusätze zur originalen Urkunde sollten eine Umwandlung des Klosters sowie eine Teilung der Güter verhindern, was aber nicht gelang. Auffällig ist die Aufzählung von fünf bezeugenden Bischöfen, die die Bedeutung des Dokumentes hervorheben sollte. Dabei waren dem Schreiber einige Fehler unterlaufen, denn einen der genannten Bischöfe hat es nie gegeben und drei weitere waren im Jahr 941 nicht im Amt.
Wann und durch wen die Verfälschung der Urkunde erfolgte, ist umstritten. Petke geht davon aus, dass sie bereits in der Mitte des 12. Jahrhunderts erfolgte und zum Ziel hatte, die Übertragung des Klosters an den Hildesheimer Bischof und die damit verbundene Umwandlung des Frauenklosters in ein Benediktinerkloster zu verhindern.
Hartmann und Hausdorf hingegen sehen Abt Johann II. (1467–1480) als denjenigen, der die Urkunde verfälscht hat. Er wollte die Aufnahme des Klosters in die Bursfelder Kongregation verhindern, die eine Wiedereinführung der Regeln des Hl. Benedikts mit sich gezogen hätte. Er habe daher die Formulierung in die Urkunde aufnehmen lassen, dass „kein Sterblicher … sich zu unterstehen wage, die in Ringelheim Gott Dienenden gegen den heiligen Kanon zur Befolgung einer anderen Regel (norma) zu zwingen“. Danach könne das Kloster nur vom Kaiser oder Papst belangt werden, somit hätte er Schutz vor einer Verurteilung durch seinen Orden oder auch den Hildesheimer Bischof erhalten.

### Gründung des Klosters
Das Kloster Ringelheim war nach dem 852 gegründeten Kloster Gandersheim, dem 847 gegründeten Kloster Lamspringe (erste schriftliche Erwähnung 872) und dem 940 gegründeten Benediktinerkloster St. Marien in Gandersheim die viertälteste Klostergründung und das drittälteste Kanonissenstift des Bistums Hildesheim. Die erste Urkunde, in der das Kloster genannt wurde, wurde 1021 ausgestellt. Inhalt war eine Übertragung des Gutes Hahausen durch Kaiser Heinrich II. an das Kloster.
Bei der Gründung 941 wurde das Kloster als freie Reichsabtei unter den Schutz von König Otto I. gestellt, das Kloster unterstand also in weltlichen Dingen direkt dem Kaiser und in geistlichen Dingen nur dem Papst. Der Gründer Immad (auch Immat, Ymmat oder Immed genannt) gehörte dem Geschlecht der Immedinger an, er war ein Nachfahre des Sachsenherzogs Widukind.
Immad, dessen Familie das Patronat über das Kloster innehatte, widmete dieses den Heiligen Abdon und Sennen. Dies waren zwei persische Märtyrer, die während der Christenverfolgung unter Kaiser Decius um 250 in Rom gefoltert und hingerichtet worden waren. Bei der Gründung des Klosters wurde Imhilde (auch Emmihold, Eimuhold), die Tochter des Gründers Immad, durch Bischof Diethard von Hildesheim als Äbtissin eingesetzt.
Zur Ausstattung des Klosters übertrug Immad seine Besitztümer an „Äckern, Hausplätzen, Waldungen, Wiesen, Weiden, Gewässern, Mühlen, Fischerei und Jagd“ in Ringelheim, Wendhausen, Othfresen, Jerstedt, Wallmoden, Nauen, Sehlde, Gustedt, Haverlah und Veppstedt dem von ihm gegründeten Kloster.

### Frauenstift 941 bis 1153

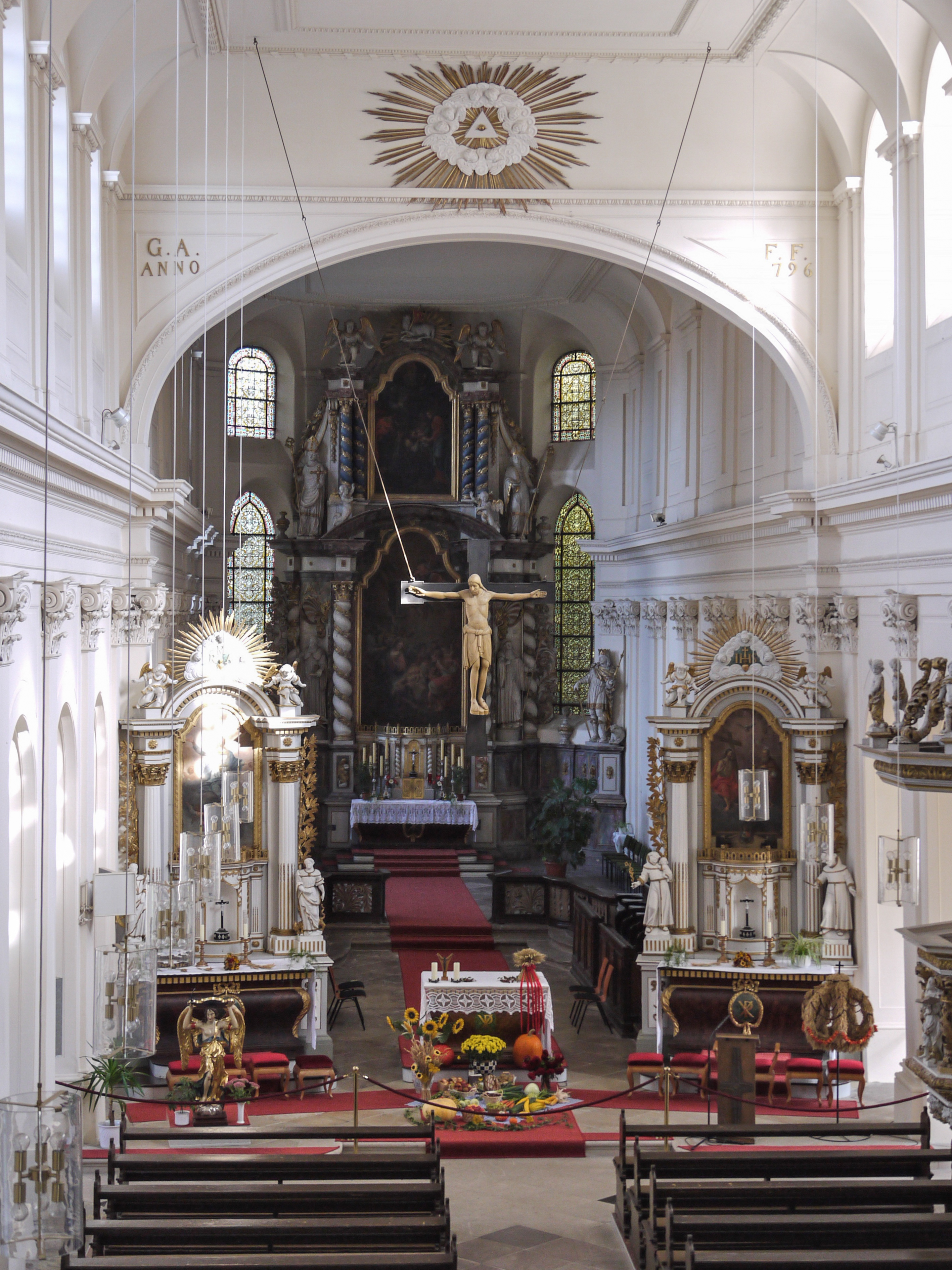
Innenraum der Klosterkirche mit dem Ringelheimer Kreuz (Aufnahme 2010)

Es ist nicht bekannt, wie lange die erste Äbtissin Imhild, die Tochter des Stifters Immad, dieses Amt innehatte und wer ihr als Äbtissin folgte. Überliefert ist, dass Judith, eine Schwester des Bischofs Bernward I., dieses Amt bis etwa 1000 innehatte. Wahrscheinlich aus Anlass ihres Todes schenkte Bischof Bernward dem Kloster ein hölzernes Kruzifix, das heute unter dem Namen Ringelheimer Kreuz bekannt ist. Der aus Linden- und Eichenholz gefertigte Korpus hängt seit 1993 im Dommuseum Hildesheim, für die ehemalige Klosterkirche St. Abdon und Sennen wurde eine Kopie gefertigt. Judith starb um das Jahr 1000 an einem 13. März, das genaue Jahr ist nicht überliefert, sie wurde in der Krypta der Klosterkirche beigesetzt. Ihre Grablege wurde Ende des 15. Jahrhunderts durch Abt Nikolaus I. wiedergefunden und geöffnet, ist aber in Folge vieler Zerstörungen und Umbauten der Kirche verschollen.
Eine weitere Äbtissin war Eilika, die Tochter des Grafen Heinrich von Reinhausen-Winzenburg und Nichte des Bischofs Udo von Hildesheim. Beginn und Ende ihrer Amtszeit sind nicht bekannt, es gibt nur eine Erwähnung aus dem Jahre 1103. Von ihr ist überliefert, dass sie hauptsächlich im Benediktinerkloster ihres Vaters in St. Christoph zu Reinhausen bei Göttingen lebte und daher die Leitung des Ringelheimer Klosters vernachlässigte.

### Benediktinerkloster 1150 bis 1568
Mit der Amtszeit der Äbtissin Eilika verfiel das Kloster zunehmend. Dies führte dazu, dass 1150 auf dem Reichstag zu Würzburg auf Betreiben des Bischofs Bernhard I. das Kloster an das Bistum Hildesheim übertragen wurde. Zur Begründung hieß es in der Urkunde: „… und geben ihm die Abtei Ringelheim, die nun schon seit langer Zeit in weltlichen und geistlichen Dingen in argen Verfall geraten ist, zur Wiederherstellung der klösterlichen Zucht …“. Die Schenkungsurkunde wurde am 30. Juli 1150 (Namenstag der Hl. Abdon und Sennen) von König Konrad III. ausgestellt und wurde am 3. Januar 1153 durch Papst Eugen III. bestätigt. Mit der Schenkung erhielt das Bistum auch die Vogtei (Gerichtsbarkeit) über das Kloster.
Ein weiterer Grund für die Übertragung des Klosters an das Bistum waren die reichen Einnahmen, die die Kanonissen aus dem umfangreichen Grundbesitz erwirtschaftet hatten. Ein Drittel davon stand bisher der Äbtissin des Klosters zu, dieses fiel zukünftig dem Bischof bzw. dem Stift Godehard zu. Ein weiteres Drittel erhielten die Brüder des Klosters, der Rest wurde zur Versorgung der Armen verwendet. Bischof Bruno gab 1154 einen Teil der dem Bistum zugesprochenen Einnahmen an das Kloster zurück.
Für das Kloster galten damit ab 1153 die strengen Regeln des Benediktinerordens und da die Kanonissen sich dem nicht unterwerfen wollten, wurden sie nach Derneburg verlegt. Als erster Abt wurde Rüdiger eingesetzt, ein Vertrauter des Bischofs, der bis dahin Prior des Benediktinerklosters St. Michael in Hildesheim gewesen war. Dieser brachte auch die ersten Benediktinermönche aus seinem Kloster nach Ringelheim.
| Amtszeit           | Name                         |
| ------------------ | ---------------------------- |
| seit 941           | Äbtissin Imhild              |
| um 1000            | Äbtissin Judith              |
| um 1103            | Äbtissin Eilika von Gleichen |
| 1153–1175          | Abt Rüdiger                  |
| etwa 1176 bis 1190 | Abt Rudolf                   |
| 1191 bis nach 1203 | Abt Alexander                |
| 1208–1210          | Abt Bernhard I.              |
| 1225–1227          | Abt Eberhard                 |
| 1233–1259          | Abt Gerhard                  |
| um 1276            | Abt Berthold                 |
| 1295–1298          | Abt Heinrich I.              |
| um 1306/07         | Abt Detlef                   |
| 1331–1332          | Abt Aschwin                  |
| 1390–1392          | Abt Heinrich II. von Gustedt |
| 1401–1404          | Abt Heisso                   |
| um 1420            | Abt Gottfried                |
| um 1428            | Abt Heinrich III.            |
| 1444–1458          | Abt Heinrich IV.             |
| 1458–1467          | Abt Berthold III.            |
| 1467–1480          | Abt Johann II.               |
| 1485–1501          | Abt Nikolaus I.              |
| 1529–1538          | Abt Nicolaus Mund            |
| bis 1544           | Abt Adolf                    |
| 1547               | Abt Theodoricus              |
| bis 1570           | Abt Christianus              |
| 1570–1613          | Abt Heinrich Wirsche (luth.) |
| 1613–1623          | Abt Reiner Schrader (luth.)  |
| 1623–1629          | Abt Georg Lohmann (luth.)    |
| ab 1629            | Abt Peter Clistovius         |
| 1658–1692          | Abt Henricus Timon           |
| 1692–1703          | Abt Abdon Könich             |
| 1703–1704          | Abt Joachim Oelrich          |
| 1704–1713          | Abt Franz Schlichting        |
| 1713–1746          | Abt Bernward Peumann         |
| 1746–1762          | Abt Franziskus Freihoff      |
| 1780–1794          | Abt Blasius Brandt           |
| 1794–1803          | Abt Godehard Arnold          |

Um nicht in die Auseinandersetzungen zwischen dem späteren Kaiser Otto IV. und Philipp von Schwaben um die deutsche Königskrone hineingezogen zu werden, ließ Abt Bernhard I. (1208 bis 1210) das Kloster unter den besonderen Schutz von Papst Innozenz III. stellen. In dieser vom Papst am 6. Juni 1209 ausgestellten Urkunde wurden alle Güter des Klosters aufgeführt. Danach besaß das Kloster in 61 Orten fast 10.000 Morgen Land, die im Gebiet zwischen Magdeburg und Oldenburg sowie Peine und Seesen lagen, hauptsächlich aber im Salzgau. Dazu kamen noch 15 Höfe, 60 Hausstellen, vier Mühlen, drei Kirchen, das gesamte Dorf Hahausen sowie Allmenderechte an Weiden, Wiesen und Wäldern. Die Güter waren meistenteils verlehnt, da auf Grund der oft großen Entfernungen eine Eigenbewirtschaftung durch die Klosterbrüder nicht möglich war. Zur Verwaltung richtete das Kloster in Watenstedt, Groß Flöthe und Ringelheim drei Haupthöfe ein, an denen Gericht gehalten wurde, die Grundhörigen ihre Abgaben leisten mussten und andere regelmäßige Treffen stattfanden.
Die Wohldenberger Grafen verpfändeten dem Kloster 1227 die Vogtei über Söderhof und Wendhausen. Wendhausen konnten die Mönche 1251 käuflich erwerben, die Siedlung fiel etwa 100 Jahre später wüst. In Söderhof erwarben die Mönche 1532 von Aschwin von Cramm ein Stück Land, der Ort war seitdem bis zum Verkauf 1932 ein Vorwerk des Klosters.
Im 13. Jahrhundert begann die Abtei damit, weit entfernten Besitz zu verkaufen, da, wie es hieß, das Kloster den Schutz dieser Dörfer wegen der großen Entfernungen nicht gewährleisten könne. Im Gegenzug wurde weiterer Besitz aus der näheren Umgebung erworben. Zu Beginn des 14. Jahrhunderts verschlechterte sich die wirtschaftliche Lage des Klosters. Zum einen war das Kloster 1420 und 1473 in den Fehden der Hildesheimer Bischöfe verwüstet worden. Zum anderen gingen die Erträge durch Ernteausfälle zurück, wie sie zu Beginn der Kleinen Eiszeit häufiger auftraten. Um ihren Verpflichtungen nachkommen zu können, war die Abtei gezwungen, einen Teil ihrer Güter zu verkaufen, auch mussten Teile des Klosterschatzes veräußert werden.
Unter Abt Johann II. (1467–1480) erreichte die Verschuldung einen Höhepunkt, nachdem dieser mehrfach größere Summen geliehen hatte. Mit dem wirtschaftlichen Verfall ging auch eine Lockerung der Klosterzucht einher, denn Abt Johann II. widersetzte sich der Reformbewegung, die mit der Gründung der Bursfelder Kongregation eine Rückkehr zur Benediktinerregel anstrebte. Ringelheim hatte sich dieser Bewegung 1455 angeschlossen, verließ die Kongregation aber 1472 auf Betreiben des Abtes wieder. Erst nachdem Abt Johann II. 1480 vom Bischof entlassen wurde, änderten sich die Zustände. Unter dem Nachfolger Abt Nikolaus I. (1485–1501) wurde die Abtei mit Unterstützung der Hildesheimer Klöster St. Michael und St. Godehard saniert und mit der Rückkehr zur Bursfelder Kongregation (1485) wurden die deren Reformstatuten wieder eingeführt.
Nach Ende der Hildesheimer Stiftsfehde musste das Bistum Hildesheim gemäß dem „Frieden zu Quedlinburg“ das Kloster Ringelheim 1523 zusammen mit dem größten Teil seines bisherigen „Großen Stiftes“ an das Fürstentum Braunschweig-Wolfenbüttel abtreten.

### Lutherisches Kloster bis 1629
Als Schmalkaldische Truppen 1542 das Herzogtum Braunschweig besetzten und Herzog Heinrich den Jüngeren vertrieben, zwangen diese dem Herzogtum die Übernahme der Reformation auf. Daraufhin verließ ein großer Teil der Mönche das Kloster und der klösterliche Betrieb wurde eingestellt. Der katholische Abt Adolf blieb noch bis 1544 im Amt, musste aber die lutherische Kirchenordnung einhalten. Nach der verlorenen Schlacht bei Mühlberg löste sich der Schmalkaldische Bund auf und Heinrich II. konnte 1547 in sein Herzogtum zurück. In der Folge ordnete er die Rückkehr des Herzogtums zum katholischen Glauben an. Im Kloster wurde mit Abt Theodoricus wieder ein katholischer Abt eingesetzt und die Mönche kehrten zurück.
Nach dem Tode Heinrichs II. im Jahre 1568 folgte ihm sein Sohn Julius auf den Thron. Dieser war ein Anhänger der lutherischen Lehre und führte in seinem Lande die Reformation wieder ein. Auch Ringelheim und das Kloster wurden evangelisch. Die Mönche mussten daraufhin das Kloster verlassen, einige von ihnen übernahmen lutherische Pfarrstellen in der Umgebung. Der letzte katholische Abt Christian verblieb noch bis zu seinem Tod 1570 im Amt.
Zum ersten lutherischen Abt wurde 1570 Heinrich Wirsche (Wirschius, Wirsken) berufen. Wirsche, der 1540 geboren war, hatte zuvor als Mönch im Kloster gelebt. Nach der Reformationseinführung hatte er das Kloster 1568 verlassen und die evangelische Pfarre des Ortes übernommen. Eine der ersten Aufgaben nach seiner Amtsübernahme war es, für die herzogliche Verwaltung ein Kopialbuch anzulegen. Bis 1573 lieferte Wirsche eine Abschrift der alten Urkunden und eine Aufstellung aller klösterlichen Güter. Auf Anordnung des Herzogs musste Wirsche 1574 die Bestände der Klosterbibliothek an die durch Herzog Julius im gleichen Jahr in Helmstedt gegründete Universität Academia Julia ausliefern. Neben der Verwaltung des Klosters nahm Wirsche noch andere Aufgaben der kirchlichen Verwaltung wahr. So war er Mitglied bei mehreren Visitationen in den umliegenden Klöstern, nahm an Wahlen und Amtseinführungen von Äbten anderer Klöster teil und war seit 1598 Mitglied der herzoglichen Schatzrates. Wirsche starb am 15. März 1613.
Zu seinem Nachfolger wurde am 6. September 1613 Reiner Schrader berufen. Schrader hatte an der Universität Helmstedt studiert und hatte zuletzt das Amt des Generalsuperintendenten von Gandersheim inne. Als Schrader 1623 zum Abt des Klosters Riddagshausen berufen wurde, wurde der damalige Superintendent von Salzliebenhalle, Georg Lohmann zu seinem Nachfolger gewählt. Lohmanns Amtszeit wurde durch den Dreißigjährigen Krieg überschattet, als das Kloster 1626 von durchziehenden Truppen verwüstet wurde.
Als Herzog Friedrich Ulrich nach der Schlacht bei Lutter voraussah, dass sein Fürstentum die ehemals hildesheimischen Teile wieder verlieren würde, musste das Kloster 1628 alle Papiere, Dokumente und Siegel nach Wolfenbüttel abliefern. Insbesondere wurden alle Belege über herzogliche Schulden angefordert, die nicht in die Hände der Hildesheimer fallen sollten.
Im vom Kaiser Ferdinand II. (1619–1637) veranlassten Restitutionsedikt vom 5. März 1629 war die Wiederherstellung des Hochstifts Hildesheim gefordert worden. Damit verbunden war auch die Rückgabe aller seit 1552 (Anerkennung des Protestantismus durch den Passauer Vertrag) eingezogenen Kirchengüter. Daraufhin besetzte der Prior des Hildesheimer St.-Michael-Klosters zum 30. September 1629 das Kloster Ringelheim, entließ den evangelischen Abt Lohmann aus seinem Amt und besetzte das Kloster wieder mit einem katholischen Abt. Es dauerte aber noch bis 1643, bis alle ehemaligen Gebiete des „Großen Stifts“ an das Bistum Hildesheim zurückgegeben wurden. Danach kehrten auch die Benediktinermönche wieder in das Kloster zurück.

### Benediktinerkloster bis zur Säkularisation 1803
Als der Klosterbetrieb 1643 wieder aufgenommen wurde, befand es sich in einem verwahrlosten Zustand, der Wiederaufbau des Klosters konnte wegen fehlender Mittel nur zögerlich erfolgen. Als erstes mussten die verfallenen landwirtschaftlichen Gebäude wieder instand gesetzt werden. Unter den Äbten Henrich Timon (1685–1692), Abdon Könich (1692–1703), Joachim Oelrich (1703–1704), Franz Schlichting (1704–1713) und Bernward Peumann (1713–1746) wurden neue Wirtschaftsgebäude errichtet, das Konventsgebäude auf die jetzige Größe erweitert und die Abteikirche ausgebaut. Abt Peumann verbesserte auch die wirtschaftliche Lage des Klosters, indem er alte Rechte wieder einsetzen ließ – so z. B. das Braurecht und das Jagdrecht. Auch bot das Kloster Dienstleistungen wie das Mahlen von Getreide oder auch ärztliche Leistungen an, durch die es weitere Erträge erzielen konnte.

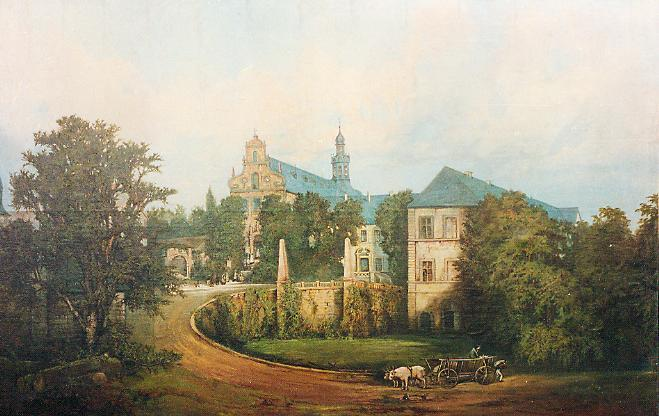
Schloss Ringelheim um 1890

Der letzte Abt war Godehard Arnold, er ließ ab 1796 das Kircheninnere neu gestalten. Im Reichsdeputationshauptschluss von 1803 wurden Preußen als Ausgleich für den Verlust seiner linksrheinischen Gebiete die geistlichen Fürstentümer zugeschlagen (Säkularisation). In der Folge wurde das Kloster am 25. Februar 1803 aufgelöst. Der Abt und die Mönche erhielten eine Abfindung und mussten das Kloster verlassen.
Nach der Übernahme übertrug König Friedrich Wilhelm III. im April 1803 das Kloster dem Grafen von der Schulenburg-Kehnert als Dank für dessen im Rahmen der Säkularisation im Fürstentum Hildesheim geleisteten Dienste. Eine zur Übergabe erstellte Aufstellung der Güter ergab einen Besitz von 1755 Morgen. Die Klosterkirche samt Inventar wurde der katholischen Gemeinde des Ortes als Pfarrkirche überlassen.

### Baugeschichte
Bei der im vorromanischen Stil erbauten Klosterkirche handelte es sich um eine dreischiffige Basilika ohne Querhaus, der im Westen ein Turm vorgesetzt war. Der Eingang lag auf der Westseite des Turmes, das Erdgeschoss des Turmes bildete die Eingangshalle, in seinem Obergeschoss lag der Nonnenchor. Im Erdgeschoss des Turmes soll sich auch die Krypta befunden haben, in der die Äbtissin Judith (um 1000 gestorben) beigesetzt worden war. Mit der Umwandlung in ein Benediktinerkloster nach 1153 war auch ein Umbau der Kirche erforderlich geworden. Das Gebäude wurde um 10 Meter nach Osten verlängert und der Chor wurde von der Nonnenempore zum Ostaltar verlegt. Die Kirche wurde in den Kämpfen der Hildesheimer Bierfehde 1482 bis 1483 stark beschädigt. Bei Wiederaufbau wurde der Ostchor nochmals um 10 Meter verlängert, der neue Chor wurde 1504 eingeweiht.
Im Süden der Kirche schloss sich ein im 12./13. Jahrhundert erbauter dreiseitiger Kreuzgang an, der den Klostergarten umgab. Wann weitere Klostergebäude errichtet wurden und wo diese standen, ist nicht überliefert. Erst in einer Urkunde von 1239 wird ein Gebäude mit Arbeitsräumen für die Mönche erwähnt. Der Bau einer Klosterschule wurde 1488 durch den Bischof veranlasst.
Das Kloster war noch mehrmals in seiner Geschichte verwüstet worden. So waren im Jahr 1552 Truppen des Grafen Vollrad von Mansfeld plündernd in das Fürstentum Braunschweig-Wolfenbüttel eingefallen und zerstörten auch große Teile des Klosters Ringelheim. Ein weiteres Mal wurde das Kloster im Dreißigjährigen Krieg geplündert, als im August 1626 die Kaiserlichen Truppen vor der Schlacht bei Lutter durch Ringelheim zogen und den Ort und das Kloster verwüsteten.
1570 übernahm erstmals ein evangelischer Abt die Leitung des Klosters. Nach der Reformation ließ Abt Wirsche 1572 nordwestlich der Kirche ein neues Abtshaus errichten. In der Klosterkirche ließ Wirsche 1613 die das Langhaus vom Chor trennende Wand (Lettner) und den sich daran anlehnenden Kreuzaltar abreißen und die im Turm liegenden Kapellen entfernen, da diese nach der neuen Kirchenordnung nicht mehr benötigt wurden. Am 10. September 1596 brannten nach einem Gewitter der Westturm und 13 Gebäude des Klosters ab und die gesamte Ernte wurde vernichtet. Zum Wiederaufbau wurden die umliegenden Klöster durch den Herzog zu einer Zuzahlung verpflichtet, dennoch litt die wirtschaftliche Lage des Klosters auf Jahre unter den Kosten. Den abgebrannten Westturm ließ Abt Wirsche um 1600 abreißen, an seiner Stelle wurde 1730 die barocke Westfassade der Kirche errichtet.

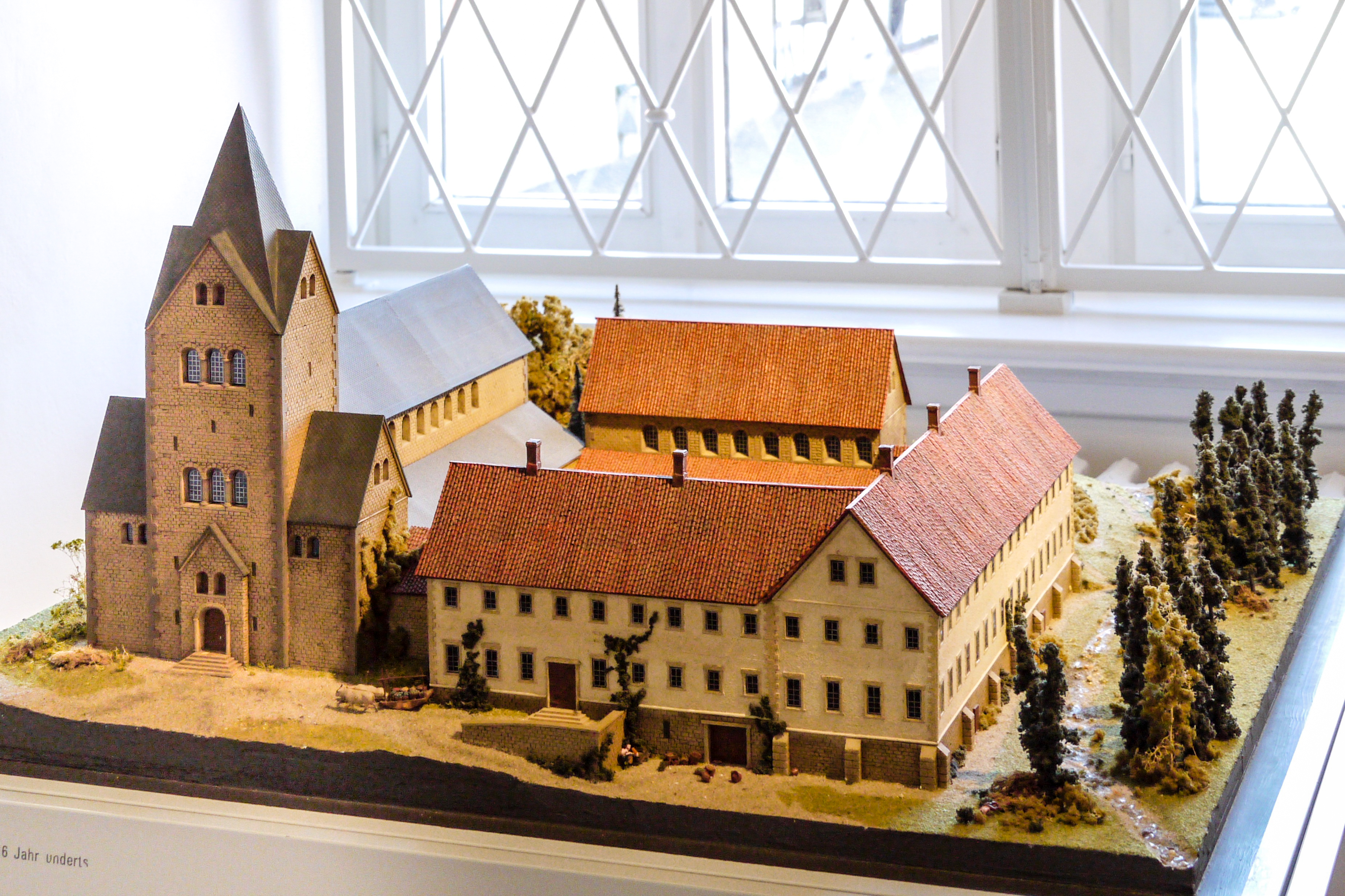
Modell des Klosters Ringelheim – Ende des 16. Jahrhunderts (Museum Salder)

Nach Rückkehr der Benediktiner ab 1643 wurde der Wiederaufbau und Ausbau des Klosters begonnen. Unter Abt Abdon Könich wurde 1694 die Renovierung der Kirche begonnen. Die Wände der Seitenschiffe wurden erhöht und die Kirche erhielt einen neuen Dachstuhl mit einem großen haubenförmigen Dachreiter, dessen untere Laterne die Glocken aufnimmt. Im Innenraum erhielten die flachen Decken der Seitenschiffe eine Grisailleausmalung, mit der der Eindruck einer stuckverzierten Decke erzeugt wurde. Unter der Leitung von Abt Könich entstanden zwischen 1696 und 1700 auch der barocke Hochaltar, die Kanzel und die Orgel. Orgelbauer war der Einbecker Orgelbaumeister Andreas Schweimb, das Instrument zählt zu den bedeutendsten barocken Orgelbauten in Niedersachsen.

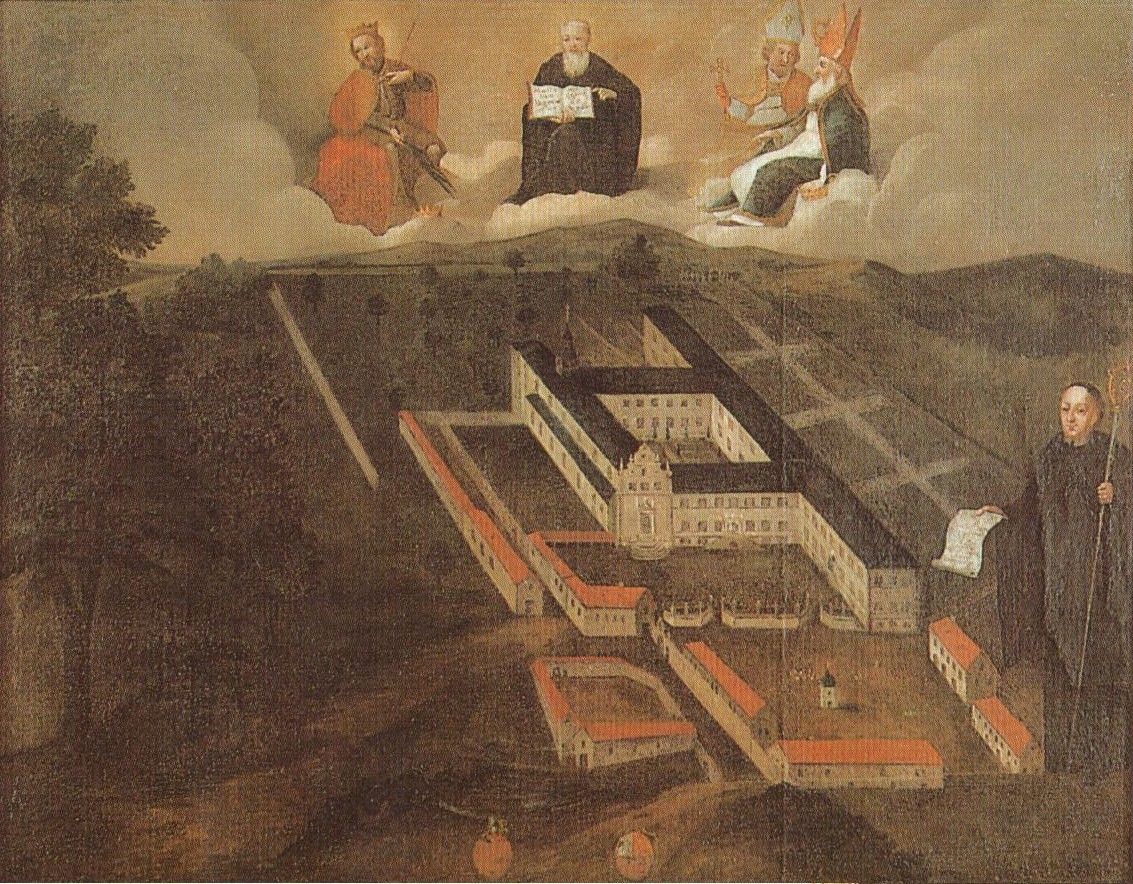
Benediktinerabtei Ringelheim, idealisierte Darstellung (um 1730)

Auch die Wirtschaftsgebäude wurden erweitert. Bereits 1675 war eine neue Großscheune (65 m lang, 17 m breit und 6 m hoch) errichtet worden. Unter Abt Könich wurde 1696 ein neuer Schweinestall gebaut, im Jahr darauf der Pferdestall und der Korngang. Die Klostermühle wurde 1699 errichtet, 1702 der Schafstall und das Schäferhaus. Ein heute im Schloss Salder hängendes Gemälde des Klosters gibt den Zustand aus der Zeit zwischen 1730 und 1748 wieder. Es zeigt die 1730 vollendete barocke Westfassade der Kirche und den 1710 errichteten Taubenturm, hingegen fehlt dessen Anbau von 1748. Das Bild zeigt aber auch einige, heute nicht mehr stehende Gebäude. So den nach 1803 abgerissenen Ostflügel des Klosters mit der Bibliothek und das schräg gegenüber dem Eingang zur Kirche liegende Abthaus. Dieses wurde 1819 durch das Pfarrhaus überbaut.
Der Taubenturm des heutigen Gutshofes wurde unter Abt Franziskus Schlichting (1704 bis 1713) erbaut. Das Untergeschoss wurde später als Gefängnis des Ringelheimer Patrimonialgerichts genutzt. In diese Zeit fiel auch der Bau einer Wasserleitung, die Küche, Brauhaus und Meierei miteinander verband. Unter Abt Bernward Peumann (1713 bis 1746) wurden ein Pförtnerhaus (1738) und eine Sägemühle (1743) gebaut, die große Scheune und der 1697 errichtete Pferdestall wurden erweitert. Peumann ließ auch die Wirtschaftsgebäude des Vorwerks Söderhof erneuern, die 1715 eingestürzt waren. In seiner Amtszeit wurden 1718 die zweigeschossigen Flügel der Konventsgebäude fertiggestellt, die heute noch als Herrenhaus erhalten sind. Die Bauarbeiten dazu waren schon um 1712 von Abt Schlichting begonnen worden. Die Westfassade, an der bis 1600 der Kirchturm stand, wurde 1730 mit einem barocken Portal und dem Haupteingang zur Kirche neu gestaltet. Zum Eingang führt eine elfstufige Treppe, auf dem Gebälk über der Tür steht links die Figur des Bischofs Bernward I., rechts die seiner Schwester Scholastika, in der Mitte Maria mit dem Jesuskind.
Unter seinem Nachfolger Abt Freihoff (1746 bis 1762) wurde 1748 dem Taubenturm ein Anbau hinzugefügt, der bis 1803 den katholischen Kindern des Ortes als Schulraum diente. In der zweiten Hälfte des 18. Jahrhunderts nahm die Bautätigkeit ab, es wird nur berichtet, dass um 1780 der Kirchturm erneuert und 1792 am Schäferhof eine weitere Scheune gebaut wurde.

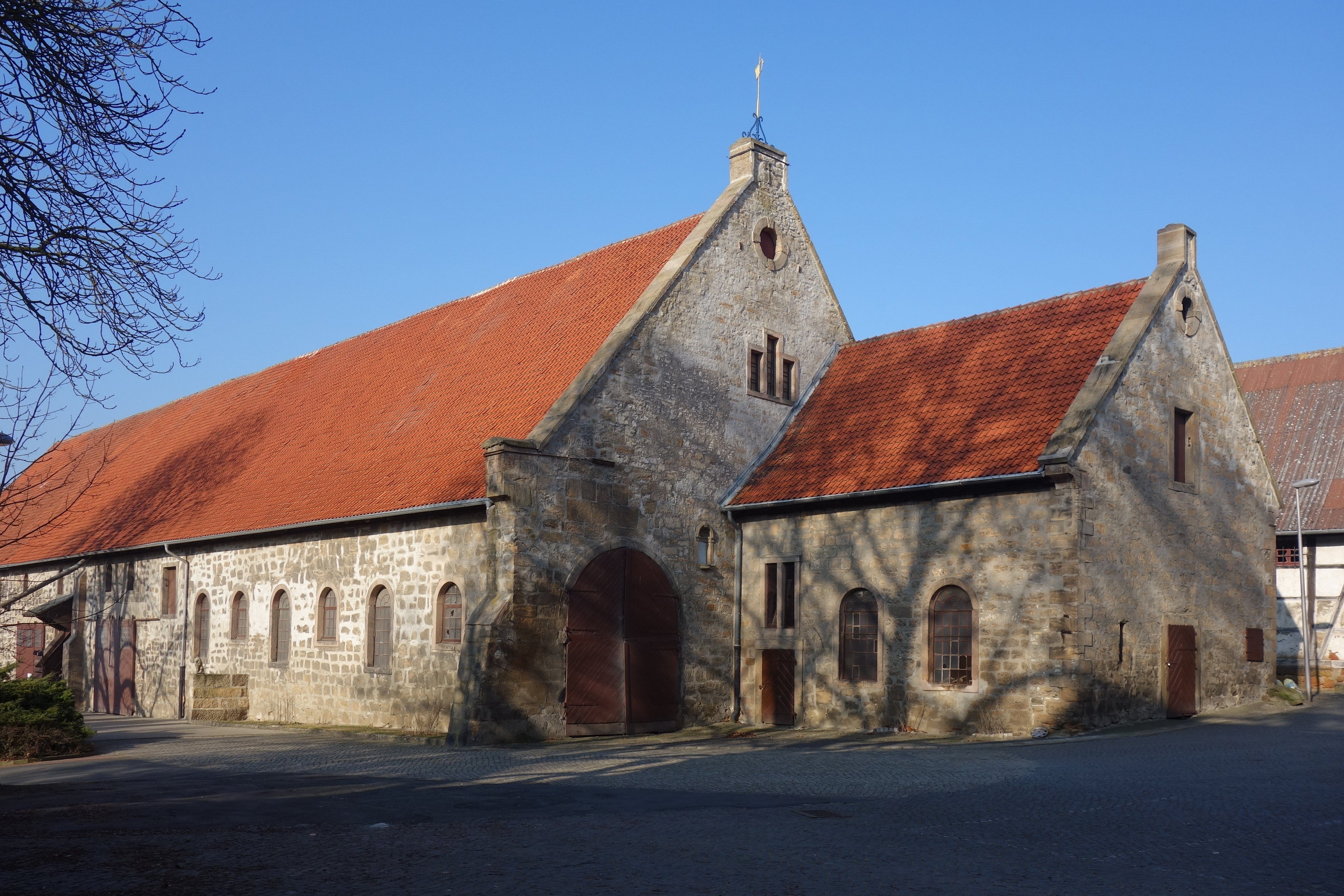
Große Scheune (1675) und Schmiede (rechts)
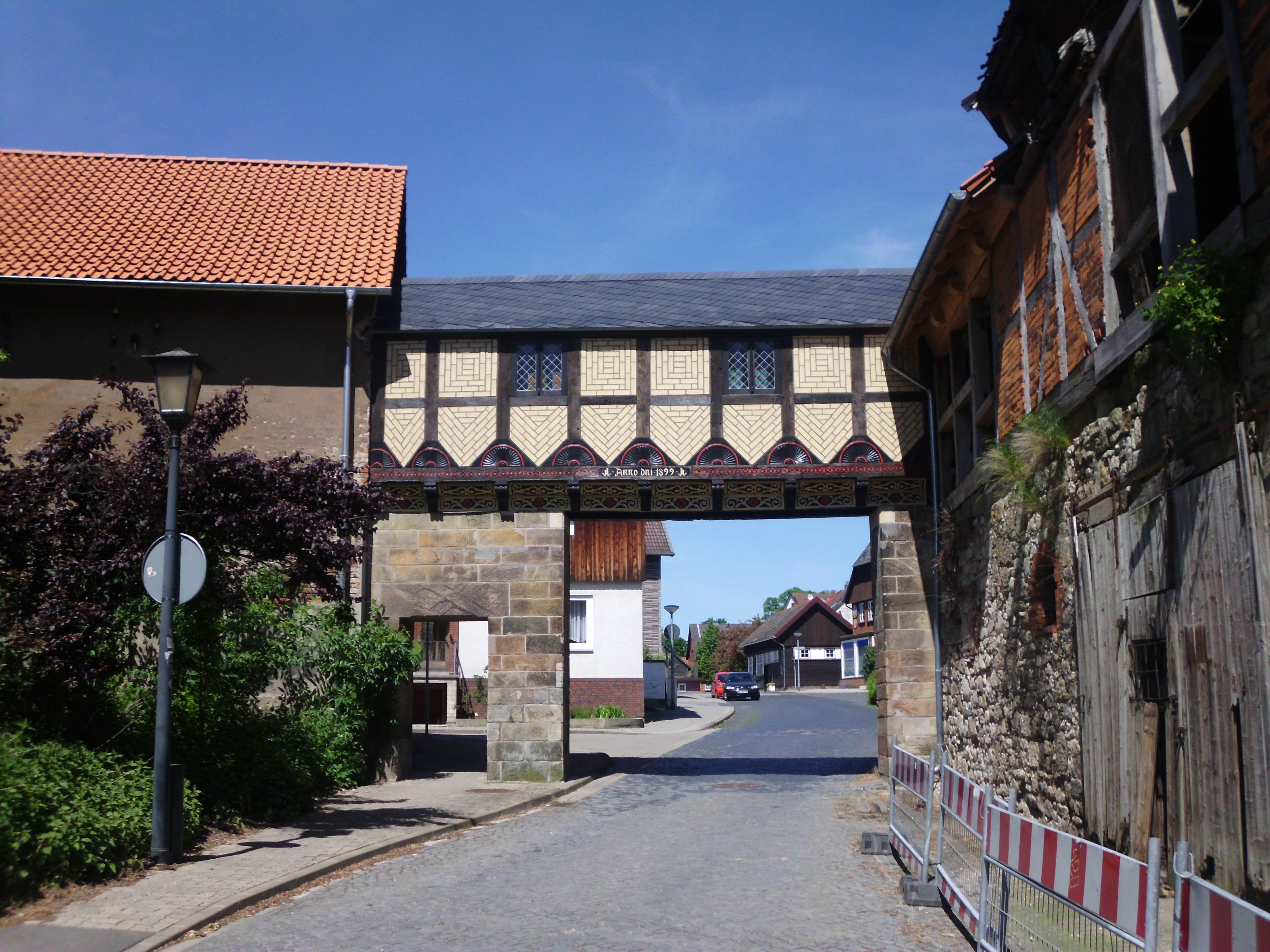
Korngang (1697)
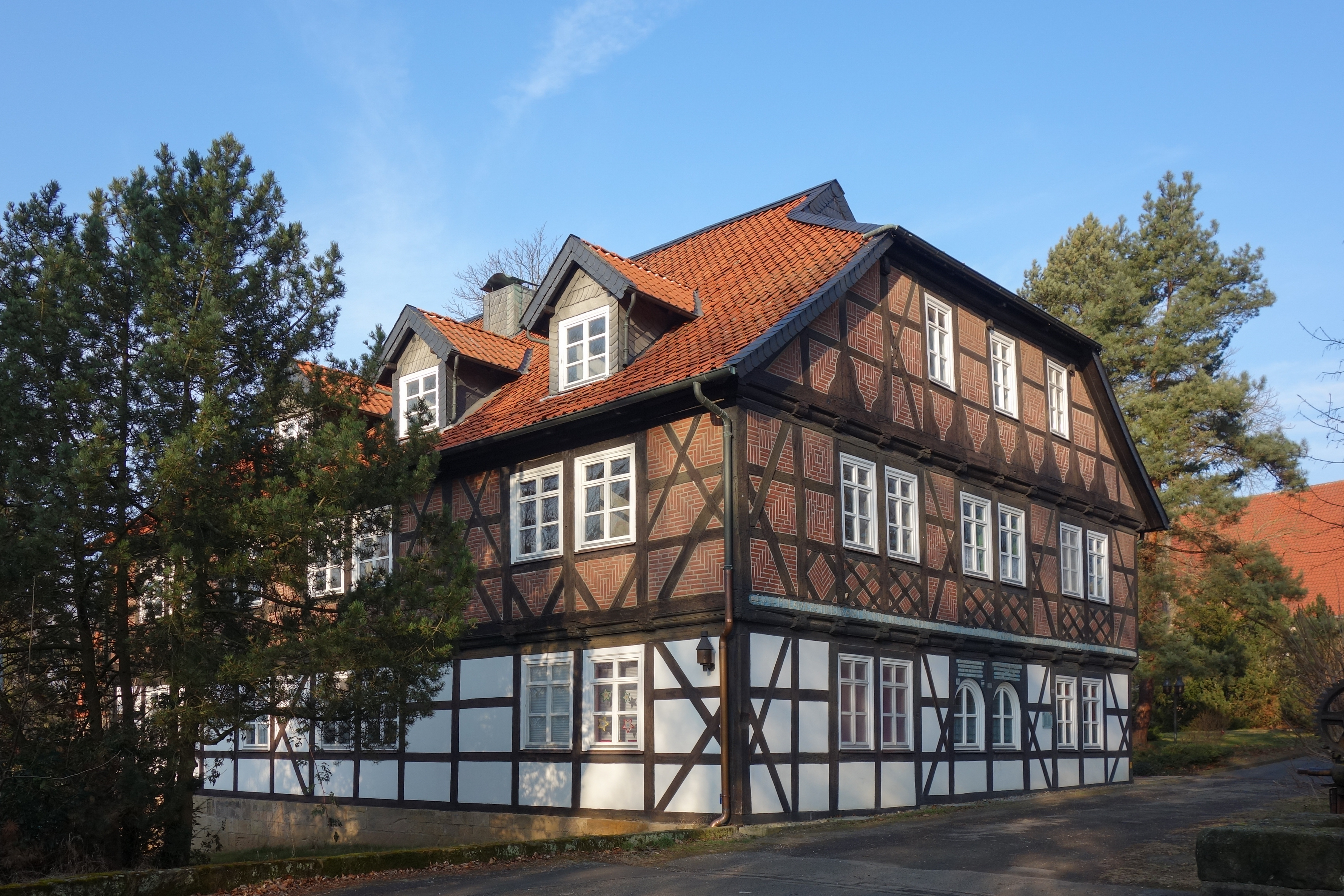
Klostermühle (1699)
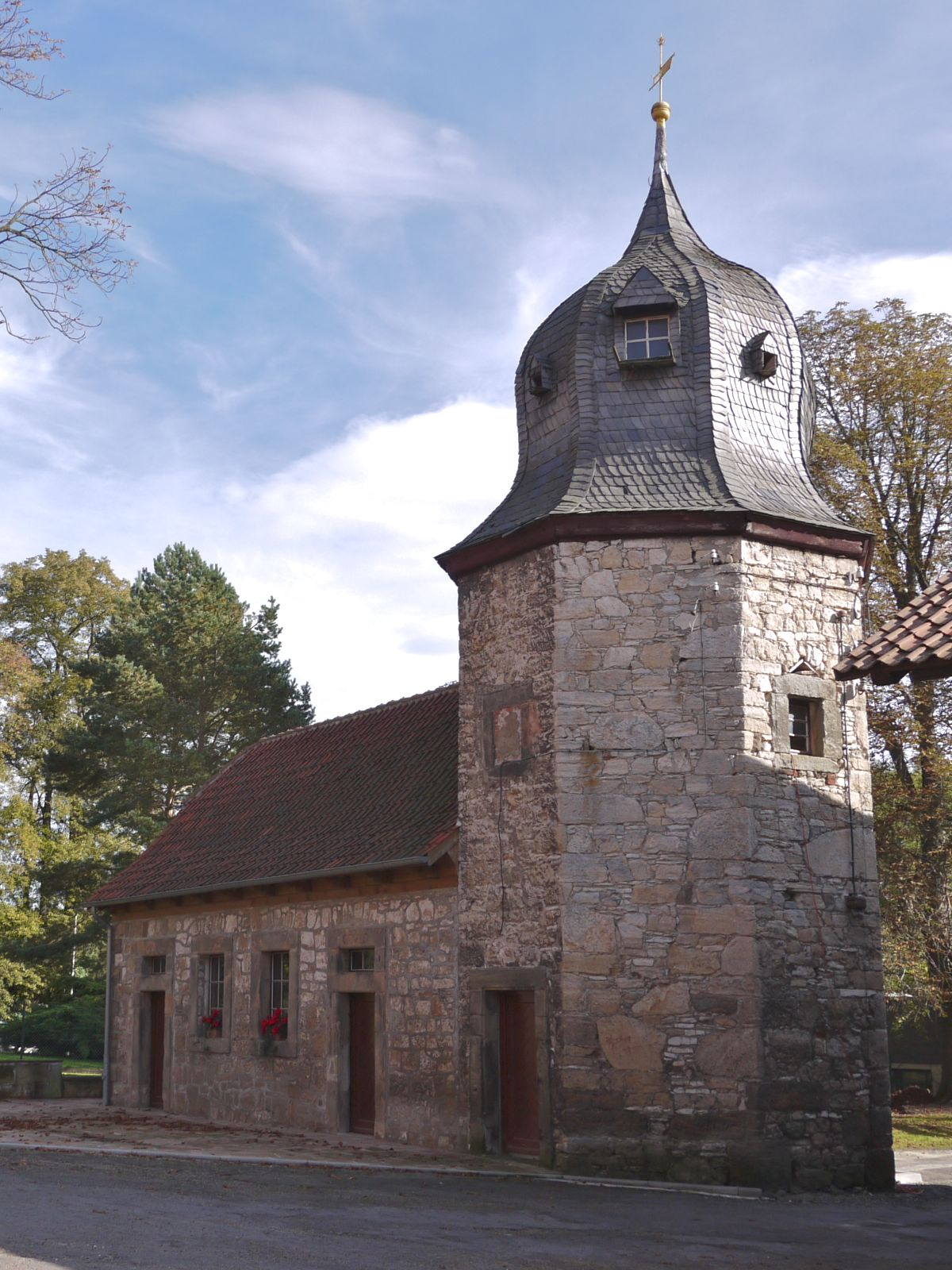
Taubenturm (1710/1748)

Unter Abt Godehard Arnold (1794 bis 1803) erhielt der Innenraum der Kirche das heutige Aussehen im klassizistischen Stil. Dabei wurde die historische Ausstattung zum größten Teil entfernt oder überbaut. So wurden z. B. die Ausschmückungen der Wände abgerissen, ebenso die Gedenksteine sowie die Gedenktafel, die an die Äbtissin Judith erinnerte. Die Wände wurden mit Stuck überkleidet und weiß verputzt, die Grisaillausmalung der Decken der Kirchenschiffe wurden mit gerahmten Spiegelkassetten überdeckt. Die Gemälde des Hochaltars wurden durch den Hildesheimer Maler Pöttinger neu gestaltet, ebenso die Seitenaltäre.

## Nachfolgende Nutzung

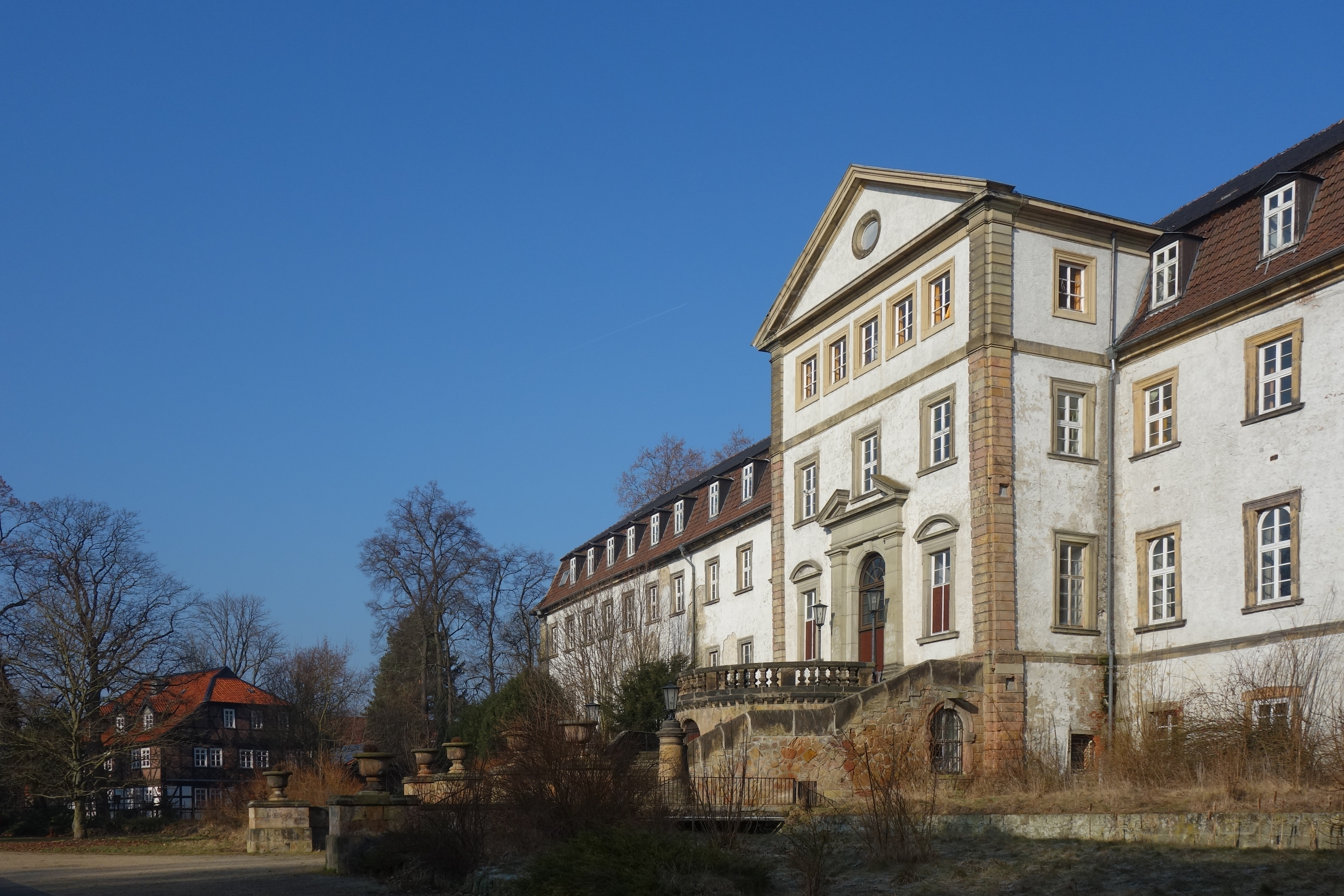
Südflügel des Schlosses Ringelheim, im Hintergrund die Klostermühle (Aufnahme 2017)

Im Juni 1817 verkaufte die Tochter des Grafen von der Schulenburg, Caroline von Hatzfeld zu Trachenberg, das von ihrem Vater geerbte Gut Ringelheim zusammen mit dem Vorwerk Söderhof an Graf Johann Friedrich von der Decken (1769–1840). Der Kaufpreis betrug 200.000 Taler. Unter seinem Sohn Adolf wurden die Konventsgebäude des Klosters zu einem Herrenhaus umgebaut. Mit dem Aufbau der Reichswerke Hermann Göring kauften diese Anfang 1938 das Schloss und richteten hier ihren Verwaltungssitz für den Erzbergbau ein. Nach Ende des Zweiten Weltkriegs ging das Schloss in den Besitz des Landes Niedersachsen über und wurde bis 1950 umfangreich renoviert. Das Schloss wurde 2002 an einen privaten Investor verkauft und blieb seitdem weitgehend ungenutzt.